# Fiume Veneto
Fiume Veneto (friülà Vile di Flum) és un municipi italià, dins de la província de Pordenone. L'any 2007 tenia 10.941 habitants. Limita amb els municipis d'Azzano Decimo, Casarsa della Delizia, Chions, Pordenone, San Vito al Tagliamento i Zoppola. Cada any s'hi celebra el festival de còmics (italià fumetto) Fiumettopoli.

## Administració
| Període | Identitat       | Partit         |
| ------- | --------------- | -------------- |
| 2004-   | Tiziano Borlina | Centreesquerra |